# Samuel Rosenbohm
Samuel Rosenbohm, auch Rosenbomius, (* 2. März 1567 in Herzhorn; † 1624 oder 1625 vermutlich in Elmshorn) war ein deutscher Pastor und Dichter.

## Leben und Wirken
Samuel Rosenbohm war höchstwahrscheinlich ein Sohn von Hinrich Rosenbohm aus Stade († 13. Oktober 1608). Der Vater war seit 1559 in Herzhorn als Diakon tätig, ab 1560 als dortiger Pastor.
Rosenbohm besuchte das Johanneum in Hamburg und schrieb sich 1592 für ein Theologiestudium an der Universität Rostock ein. Dabei bezeichnete er sich „Neopedianus“, womit er Neufeld in Herzhorn gemeint haben muss. Im Sommer 1594 wechselte er an die Universität Wittenberg und wohnte dort gemeinsam mit Wilhelm Alardus. An der Universität lernte er den Poetikprofessor Friedrich Taubmann kennen. Nach dem Abschluss des Studiums arbeitete Rosenbohm nachweislich 1598 als Diakon in Hemme, seit 1601 in Wesselburen und seit 1617 als Pastor in Elmshorn. Da sein Freund Henrich Hudemann 1625 anlässlich Todes seines zwei Gedichte verfasste, die in der Gedichtsammlung Divitiae poeticae zu finden sind, starb er vermutlich in diesem Jahr oder am Ende des vorherigen Jahres.

## Werke
1601 krönte der wichtigste Neulateiner Paul Melissus Rosenbohm zum Dichter. Trotzdem lebte er vermutlich in bescheidenen Verhältnissen. Sein Professor Taubmann bat ihn 1603 nachdrücklich, seine Jugendgedichte zu veröffentlichen, wofür er offensichtlich erst 1612 genug Geld hatte. Seine posthum veröffentlichten Gedichte umfassen nur einen Band, wobei unklar ist, ob für weitere Publikationen Geld fehlte oder sich nicht mehr ausreichend viele Interessenten für neulateinische Lyrik fanden. Daher existieren viele Gedichte Rosenbohms heute nicht mehr.
Rosenbohm gehörte zu den Dichtern des Späthumanismus. Er schrieb immer in lateinischer Sprache über weltliche Themen. Bezüge zu seinem Amt als Pastor sind so gut wie nicht zu finden. Er erachtete den Calvinisten Daniel Heinsius als sein Vorbild und ignorierte konfessionelle Grenzen. Er bemühte sich, lyrisch formal möglichst perfekt und stilistisch elegant zu arbeiten, und griff aus diesem Grund immer typische Themen der Neulateiner auf.
Bei den gedruckten Werken Rosenbohms handelt es sich um Epigramme und Freundschaftsdichtungen, während keine Liebeslyrik existiert. Die Werke lassen nahezu keine Rückschlüsse auf die Persönlichkeit des Autors zu. Aufgrund der Widmungen ist zu erkennen, dass er Kontakte zu Hamburger Dichtern wie Werner Rolfinck, Johann von Wowern, Georg Ludwig Froben und Adam Tratziger und Holsteinern wie Alardus, Mauritius Rachel und Michael Clenovius hatte. Weitere Gedichte widmete er bedeutenden Niederländern, so neben Heinsius auch Justus Lipsius, Janus Dousa oder Janus Gruter, die er offensichtlich nicht persönlich kannte, aber als bedeutende Personen des geistlichen Lebens erachtete. Rosenbohm galt aufgrund des formalen Aufbaus seiner Werke als anerkanntester Dichter Holsteins.

## Familie
Rosenbohm heiratete eine Tochter des Pastors Hartwig Lange aus Hemme. Der Dichter Paul Fleming erwähnte in seiner Poemata, dass Rosenohm Frau und Kinder gehabt habe. Gesichert dokumentiert ist lediglich der Sohn Hinrich, der die Gedichte seines Vaters veröffentlichte. 1626 schrieb sich ein Hartwig Rosenbohm an der Universität Rostock ein, der vermutlich ebenso ein Sohn Rosenbohms war.